# Walter Schmitz
Walter Schmitz (* 22. Februar 1953 in Cochem) ist emeritierter Professor für Neuere deutsche Literatur und Kulturgeschichte an der Technischen Universität Dresden.

## Wissenschaftliches Wirken

### Studium
Walter Schmitz studierte Germanistik, Latinistik und Allgemeine Sprachwissenschaft an der Universität Trier (1971–1973) und der Georgetown/Washington, D.C. (1973/1974). Dort schloss er mit dem Master of Science in Linguistics ab. Es folgte das Studium der Germanistik und Allgemeinen Sprachwissenschaft an der Ludwig-Maximilians-Universität mit anschließender Promotion (1981).

### Forschung und Lehre an Universitäten
Von 1974 bis 1976 war Schmitz Mitarbeiter beim Suhrkamp Verlag für die Edition der Gesammelten Werke Max Frischs und von 1979 bis 1985 Wissenschaftlicher Mitarbeiter am Institut für Deutsche Philologie der Ludwig-Maximilians-Universität München (Lehrstuhl Prof. Wolfgang Frühwald), dann Habilitationsstipendiat der DFG und nach der Habilitation 1988 weiter an der LMU tätig.
Es folgten Lehrstuhlvertretungen an der Heinrich-Heine-Universität in Düsseldorf (WS 1988/1989) und der Johannes-Gutenberg-Universität in Mainz (SS 1989) sowie eine Gastprofessur an der Pädagogischen Hochschule „Karl Friedrich Wilhelm Wander“ Dresden (1991/1992). Seit 1992 war Schmitz Professor für Neuere deutsche Literatur (seit 2005: Neuere deutsche Literatur und Kulturgeschichte) an der Technischen Universität Dresden.
Dort war er für zwei Amtsperioden (von 1994 bis 1999) Prorektor für Bildung. Im Jahr 2000 gründete er gemeinsam mit Ludger Udolph (Professur für Slawische Literaturwissenschaft an der TU  Dresden) das MitteleuropaZentrum als zentrale Einrichtung für fachübergreifende Studien der Technischen Universität Dresden. Bis 31. Dezember 2019 war er dessen geschäftsführender Direktor.
Er wurde am 1. Oktober 2018 emeritiert und war Seniorprofessor (Forschung) bis 31. Dezember 2019.

### Weitere institutionelle Tätigkeiten
Von Oktober 1997 bis Dezember 1999 war Schmitz gemeinsam mit Günther Wartenberg (Leipzig) Gründungsdirektor des Instituts für Sächsische Geschichte und Volkskunde in Dresden. 2003 war er Mitbegründer des Mitteleuropäischen Germanistenverbandes und bis 2010 dessen Präsident, danach Ehrenpräsident. Zudem war Schmitz von 2006 bis 2016 im Nebenamt Professor für Neuere deutsche Literatur und German Studies an der Technischen Universität Liberec in Liberec.

### Projektarbeit
Schmitz engagierte sich auch in Internationaler Projektarbeit,  v. a. zur Kulturgeschichte und Erinnerungskultur Mitteleuropas, außerdem für EU-geförderte Projekte zur Entwicklung der Bildungssysteme in der Ukraine, Tunesien und Tadschikistan.

### Arbeitsschwerpunkte
Fachliche Arbeitsschwerpunkte und Publikationen liegen in der deutschsprachigen Literatur in der Zeit von der ‚Romantik‘ bis zur Gegenwart, insbesondere auch zur Literatur der Migration. Schmitz war, in Kooperation mit der Sächsischen Akademie der Künste, Veranstalter der Chamisso-Poetik-Dozentur für Migrantenliteratur in Dresden von 2001 bis 2011. Seit Januar 2020 führt er als Vorsitzender mit dem Verein „Bildung und Gesellschaft“ e. V. die Verleihung des 2019 von ihm initiierten Chamisso-Preis / Hellerau fort. Außerdem koordiniert er die Zusammenarbeit mit der Sächsischen Akademie der Künste bei der von ihr neu gestifteten Chamisso-Poetik-Dozentur in Dresden.
Zahlreiche Gastvorträge und Veranstaltungen  führten Schmitz u. a. an die University of British Columbia, der Georgetown University, die Universität Breslau (Wrocław), sowie an die Universitäten in Rom, Neapel, Budapest, Iași, Olmütz, Prag, Leuven und Brüssel. Im Frühjahr 2011 leitete er ein Gastseminar an der École Normale Supérieure in Paris.

## Auszeichnungen
- 2011: Ehrendoktorwürde der Universität Alexandru Ioan Cuza Iași, Iași

## Schriften (Auswahl)

### Monographische Arbeiten
- Walter Schmitz: Max Frisch: Das Werk (1931–1961). Studien zu Tradition und Traditionsverarbeitung. [= Europäische Hochschulschriften I/570] Bern: Lang 1985.  ISBN 9783261050496
- Walter Schmitz: Max Frisch: Das Spätwerk (1962–1982). Eine Einführung. [= UTB 1351] Tübingen: Francke 1985. ISBN 9783772017216
- Walter Schmitz: Das Haus Wiesenstein. Gerhart Hauptmanns dichterisches Wohnen. Dresden: Thelem 2006/2010. ISBN 9783935712361
- Walter Schmitz: Handbuch ‚Migrationsliteratur‘ in den deutschsprachigen Ländern seit 1945. In drei Bänden. Dresden: Thelem 2018. ISBN 978-3-945363-74-4

### Editionen
- Hans Mayer unter Mitwirkung von Walter Schmitz (Hrsg.): Max Frisch. Gesammelte Werke in zeitlicher Folge. 6 Bände Frankfurt: Suhrkamp 1976. ISBN 9783518028735
- Walter Schmitz, Johann S. Koch (Hrsg.): Max Frisch. Gesammelte Werke in zeitlicher Abfolge. Band 7. Sondereinband. Frankfurt: Suhrkamp 1986. ISBN 3518030159
- Walter Schmitz, Sibylle von Steinsdorff (Hrsg.): Bettine von Arnim. Werke und Briefe in vier Bänden. Frankfurt: Deutscher Klassiker Verlag 1986ff. ISBN 3618600801
- Stefan Nienhaus, Walter Schmitz (Hrsg.) in Zusammenarbeit mit Paolo Chiarini: Theodor Däubler: Gesammelte Werke [in 7 Bänden]. Dresdner Ausgabe. Dresden: Thelem 2004ff. ISBN 978-3-933592-48-4
- Walter Schmitz (Hrsg.): Ludwig Tieck: Historisch-kritische Ausgabe (Dresdner Tieck Ausgabe). Dresden: Thelem 2018.

### Herausgeberschaft
- Uwe Puschner, Walter Schmitz, Justus H. Ulbricht (Hrsg.): Handbuch der Völkischen Bewegung im Deutschen Kaiserreich. Saur, München u. a 1996, ISBN 9783598112416.
- Jürgen Joachimsthaler, Walter Schmitz (Hgg.): Zwischeneuropa/Mitteleuropa. Sprache und Literatur in interkultureller Konstellation. Akten des Gründungskongresses des Mitteldeutschen Germanistenverbandes. Dresden: Thelem 2007. ISBN 3939888087
- Walter Schmitz (Hrsg.): Ein anderes Europa. Innovation – Anstöße – Tradition in Mittel- und Osteuropa. Dokumentation zum 3. Sächsischen Mittel- und Osteuropatag. (Mitteleuropa Aktuell; 2) Dresden: Thelem 2008. ISBN 3939888079
- Walter Schmitz (Hrsg.): Walter Trier (1890–1951) und die Bilderwelt der Kinder. Katalogbuch zur Wanderausstellung. Dresden: Thelem 2008.
- Jörg Bernig, Walter Schmitz (Hrsg.): Deutsch-deutsches Literaturexil. Schriftstellerinnen und Schriftsteller aus der DDR in der Bundesrepublik. Dresden:Thelem 2009. ISBN 3935712030
- Jacques Lajarrige, Walter Schmitz, Giusi Zanasi (Hrsg.): Mitteleuropa. Geschichte eines transnationalen Diskurses im 20. Jahrhundert. Band 1. Trilaterale Forschungskonferenz in der Villa Vigoni, Mai 2009. (Mitteleuropa-Studien; 17) Dresden: Thelem 2011. ISBN 9783942411196
- Joachim Klose, Walter Schmitz (Hrsg.): Freiheit, Angst und Provokation. Zum gesellschaftlichen Zusammenhalt in einer postdiktatorischen Gesellschaft. Dresden: Thelem 2016. ISBN 9783945363393
- Joachim Klose, Walter Schmitz unter Mitwirkung von Kristina Kocyba (Hrsg.): Wer ist Deutschland? Aspekte der Migration in Kultur, Gesellschaft und Politik. Dresden: Thelem 2018. ISBN 3945363381

### Buchreihen
- Mitteleuropa-Studien (mit Ludger Udolph; seit 2003)
- Germanistische Studien (seit 2000)
- Kulturstudien (seit 2005)